# Japonais
Cet article concerne la langue japonaise. Pour le peuple japonais, voir Japonais (peuple).
Le japonais est la langue du Japon, parlée par le peuple japonais. Néanmoins, aucune loi ne lui donne le statut de langue officielle, même si elle est la langue des documents officiels et de l'éducation. Le japonais est également utilisé par la diaspora (notamment au Brésil et au Pérou, où d'importantes communautés parlant cette langue sont implantées, comme à Lima et à São Paulo), et a un statut de langue officielle sur l'île d'Angaur dans les Palaos bien qu'il n'y soit plus parlé.
En japonais, « langue japonaise » se dit nihongo (日本語). Les caractères 日本 désignent le Japon (cf. Noms du Japon), et le dernier caractère, 語, signifie langue. Toutefois, les Japonais utilisent aussi le mot kokugo (国語, litt. « langue du pays » ou « langue nationale ») pour faire référence à leur langue.
Le japonais appartient à la famille isolée des langues japoniques. Son vocabulaire s'est notablement enrichi, au cours de l'Histoire, par le truchement de divers emprunts : le plus remarquable est la présence de nombreux vocables issus ou dérivés de la langue chinoise écrite, ce qui explique que le japonais soit qualifié de « langue sinoxénique » ; d'autre part, la langue contemporaine effectue de fréquents emprunts à diverses langues européennes, particulièrement à l'anglais.

## Avant l’écriture
Les mots japonais sont généralement appelés Yamato-kotoba (大和言葉, littéralement « les mots (du pays) de Yamato ») ou Wago (和語, littéralement « mots japonais »), par opposition aux mots sino-japonais (漢語, kango) et aux emprunts aux langues étrangères (外来語, gairaigo). Selon Jean -Jacques Origas : « Yamato désigne les plaines et monts autour de l’ancienne capitale de Nara, et dans une seconde acception, toutes les terres soumises à l'autorité impériale. L’appellation officielle de Nihon, d’origine sino-japonaise, n’est employée qu'à partir du VIIe siècle ».
La phonologie de cette langue japonaise antérieure aux emprunts du continent a survécu sans grand changement (à l'exception du timbre vocalique de certaines syllabes), comme on peut en juger en comparant par exemple les mots me, aki, asa, ame, umi, kumo du japonais moderne aux mêmes mots du Man'yōshū (VIIIe siècle)[réf. nécessaire].
- Ce système vocalique, de nature différente du chinois, se limite à cinq possibilités : a i u e o, chacune de ces voyelles étant en principe une brève. Deux voyelles contiguës seront, soit prononcées successivement, soit formeront une seule voyelle longue (dans le japonais actuel). Il n'existe pas de voyelle nasale[réf. nécessaire].
- La langue ancienne (époque du Man'yōshū) présentait une autre série de voyelles (notées « ï », « ë », « ö » par les spécialistes) qui ont disparu par la suite[réf. nécessaire].
- Deux semi-voyelles, y et w, toujours combinées dans l'ordre semi-voyelle + voyelle[réf. nécessaire]
  - ya yu ye[6] yo et
  - wa wi we wo[7].

Toutes ces voyelles ont par la suite été doublées de leur équivalent en voyelles longues (transcrites en romaines avec un macron diacritique), principalement pour la lecture de termes empruntés, mais aussi du lexique sino-japonais, comme Kyōto[réf. nécessaire].
Les consonnes, toujours suivies d'une voyelle (syllabe ouverte), sont peu nombreuses[réf. nécessaire].
- sourdes : k s t p h
- sonores : g z r d b
- nasales : g n m

La consonne « n », d'apparition plus tardive, constitue une exception car elle apparaît à la fin d'une syllabe ou à la fin d'un mot - aussi bien graphiquement que dans la métrique japonaise,  elle est considérée comme une syllabe à part entière [réf. nécessaire].
Une consonne peut être associée à ya yu yo pour former une syllabe ; avec les consonnes sourdes, cela donne : kya kyu kyo, sha shu sho, cha chu cho, pya pyu pyo, hya hyu hyo, et de même pour les autres consonnes[réf. nécessaire].

## Systèmes graphiques
La langue japonaise utilise conjointement deux ensembles de caractères distincts :
- les kanjis (漢字?, littéralement « caractères des Han », ethnonyme des Chinois) écriture logographique d'origine chinoise ;
- les kanas (仮名?), système moraïque dérivé des kanjis. Les kanas se divisent eux-mêmes en deux groupes, les hiraganas (平仮名?) et les katakanas (片仮名?) :
  - Les katakanas, issus de l'écriture chinoise régulière, servaient initialement à noter la prononciation des sûtras ; de ce fait, ils permettent de noter la lecture sino-japonaise des kanjis dans les dictionnaires. Ils sont par ailleurs employés pour l'écriture de mots d'origine étrangère au Japon (par exemple チーズ, chīzu, de cheese, « fromage » en anglais) appelés gairaigo (外来語?, littéralement « mots venus de l'extérieur »), d'onomatopées, de mots que l'on veut mettre en relief (comme pour l'italique dans l'alphabet latin), et de temps en temps de noms d'animaux et de végétation (surtout dans l'académisme et dans les restaurants), etc. ;

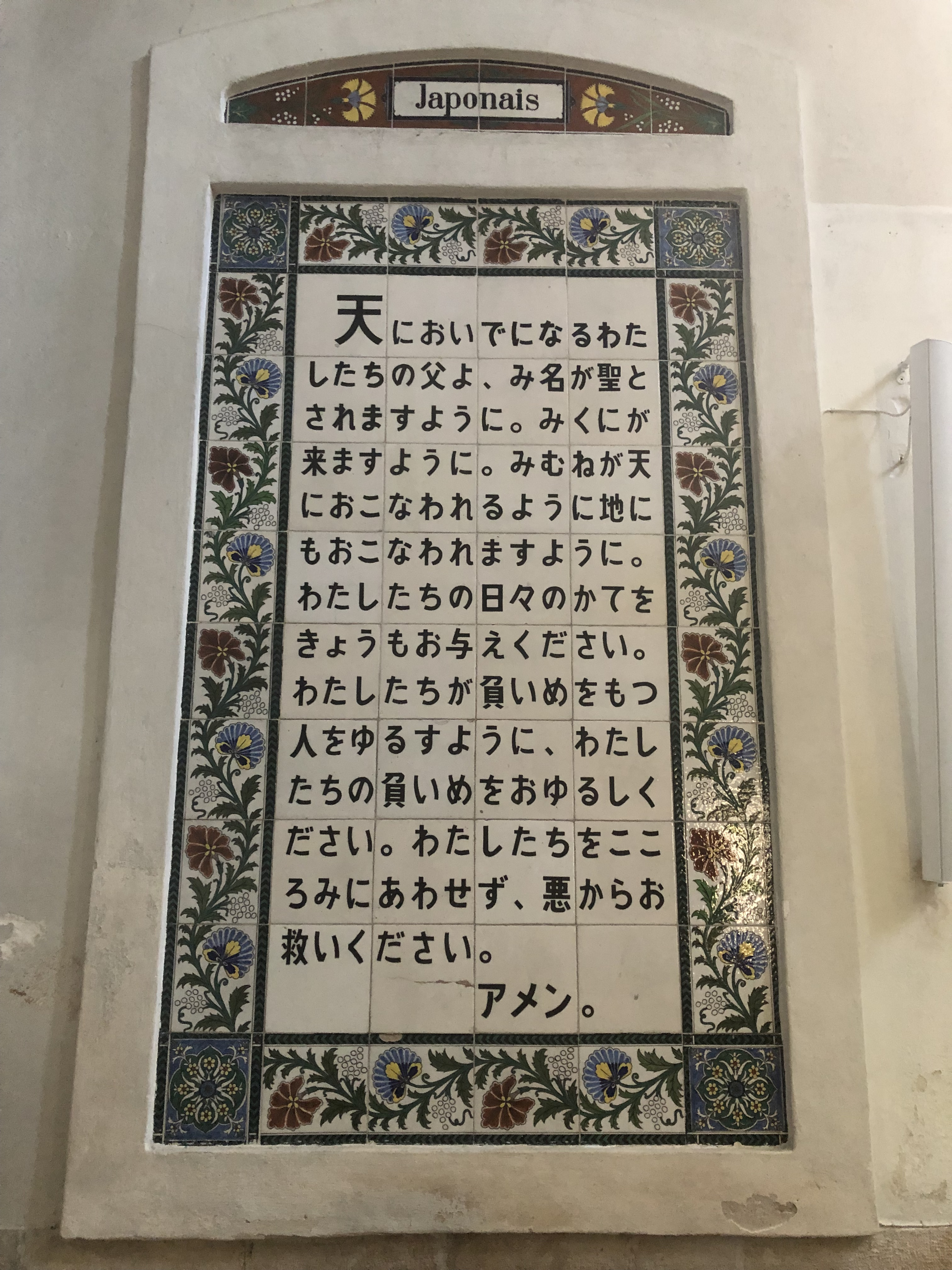
Spécimen de texte: Le Pater Noster, au Carmel du Pater de Jérusalem.

  - Spécimen de texte: Le Pater Noster, au Carmel du Pater de Jérusalem.Les hiraganas ont été composés à partir des kanjis par simplification progressive de leur forme cursive (ex. : 安→あ), alors que les katakanas sont eux une partie extraite d'un kanji (ex. : 多→タ). Les hiraganas sont utilisés pour noter la plupart des mots et affixes grammaticaux, les mots japonais (dont une partie peuvent aussi s'écrire en kanjis) et à noter la lecture japonaise des kanjis dans les dictionnaires.

Il existe plusieurs méthodes de transcription du japonais en lettres latines ou rōmaji (ローマ字). La plus utilisée à l'étranger est la méthode Hepburn dite modifiée ou révisée (appelée Hebon-shiki au Japon). Cette méthode privilégie la proximité entre les graphies en lettres romaines et leur prononciation réelle en japonais. Par exemple, les hiraganas さ et し seront respectivement transcrits sa et shi. Cependant, un certain nombre de Japonais utilisent la méthode Kunrei (kunrei-shiki) qui diffère légèrement de Hepburn, et qui est par ailleurs une norme ISO (ISO 3602) ; cette approche privilégie la correspondance avec l'organisation phonologique du japonais, du point de vue de laquelle さ et し sont de la même famille, impliquant de les transcrire en utilisant la même consonne (S) : sa et si. La méthode Kunrei est nettement plus facile à comprendre et retenir pour un locuteur du japonais ; c'est pourquoi elle est enseignée dans l'enseignement primaire. En pratique, en raison des difficultés qu'elle pose pour les étrangers, elle n'est que peu employée. D'une manière générale, les deux méthodes sont acceptées pour écrire le japonais via un clavier QWERTY.
Voici les kanas (hiraganas et katakanas) de base avec leur transcription dans le système Hepburn :
| あア | かカ | さサ | たタ | なナ | はハ      | まマ | やヤ | らラ | わワ | んン   |
| a    | ka   | sa   | ta   | na   | ha / wa ✜ | ma   | ya   | ra   | wa   | n / n’ |
| いイ | きキ | しシ | ちチ | にニ | ひヒ      | みミ |      | りリ | ゐヰ |        |
| i    | ki   | shi  | chi  | ni   | hi        | mi   |      | ri   | i ✝  |        |
| うウ | くク | すス | つツ | ぬヌ | ふフ      | むム | ゆユ | るル |      |        |
| u    | ku   | su   | tsu  | nu   | fu        | mu   | yu   | ru   |      |        |
| えエ | けケ | せセ | てテ | ねネ | へヘ      | めメ |      | れレ | ゑヱ |        |
| e    | ke   | se   | te   | ne   | he / e ✜  | me   |      | re   | e ✝  |        |
| おオ | こコ | そソ | とト | のノ | ほホ      | もモ | よヨ | ろロ | をヲ |        |
| o    | ko   | so   | to   | no   | ho        | mo   | yo   | ro   | o    |        |

✝ Kanas inusités en japonais contemporain en dehors de noms propres.
✜ Transcriptions dans le cas ou le kana est utilisé en tant que particule.
Certains kanas peuvent être modifiés par les diacritiques des syllabaires japonais, à savoir le dakuten (゛) et le handakuten (゜). Par exemple :
- か ka → が ga ;
- さ sa → ざ za ;
- た ta → だ da ;
- は ha → ば ba et ぱ pa.

Les syllabes écrites en H désignent une voyelle aspirée (HA, HI, HE, HO) et les syllabes écrites en R se prononcent d'une façon proche d'un L français un peu forcé (RA, RI, RU, RE, RO). Le F ([ɸ]) diffère quelque peu du f français.

## Locuteurs
Au Japon (juillet 2020), le japonais est parlé par les 123 millions d'habitants de nationalité nipponne et par une partie des 2,5 millions de résidents étrangers.[réf. nécessaire]
Dans certains pays ayant été colonisés par le Japon jusqu'à la fin de la Seconde Guerre mondiale tels que Taïwan ou la Corée, il persiste de manière résiduelle quelques milliers de nipponophones de bonne compétence. Au Brésil si le japonais demeure parlé par nombre de sexagénaires issus de l'immigration (Nikkei Burajiru-jin), la transmission inter-générationnelle semble arrêtée.
Par ailleurs, le japonais est couramment enseigné comme langue étrangère dans la plupart des pays d'Asie orientale et d'Océanie. En effet, le Japon est la troisième puissance économique mondiale et le japonais fait partie des douze langues les plus parlées dans le monde, du moins en tant que langue maternelle. Le japonais serait ainsi parlé dans le monde par un peu plus de 128 millions de personnes.
Le japonais est encore parlé dans plusieurs îles du Pacifique autrefois sous mandat japonais : îles Carolines (sous mandat japonais de 1914 à 1945), îles Marshall (1914-1945), les locuteurs ont généralement plus de soixante-dix ans.

## Origine
Le japonais a longtemps été classé dans la famille des langues altaïques avec le mongol, le turc, le toungouze et le coréen,,,, mais l'existence même d'une famille altaïque est niée par de nombreux spécialistes,,,.
Le japonais est donc aujourd'hui encore généralement considéré comme un isolat linguistique. Les langues ryukyu (traditionnellement classées comme « dialectes japonais ») sont les seules langues dont la parenté avec le japonais a été prouvée.
Certaines théories, bien que loin de faire consensus, font du japonais une langue mixte, mélangeant des éléments des langues altaïques et des langues austronésiennes. D'autres y voient une langue mixte avec un substrat proche de l'aïnou (probablement issu de la période Jomon), et un superstrat proche du coréen (issu de la période Yayoi).

## Histoire du japonais
Les différents peuples japonais n'avaient pas d'écriture jusqu'au IVe siècle. L'apport de l'écriture se fit par les moines bouddhistes chinois du courant chán, qui apportèrent aussi de nombreux autres aspects de la culture chinoise et du bouddhisme[réf. souhaitée]. Les Japonais ont rencontré bien des difficultés à adapter cette écriture à leur langue, car elle est très différente du chinois. Ils ont commencé par utiliser les signes dont la prononciation est la plus proche de celle du japonais. Les signes chinois, appelés kanji par les Japonais, sont principalement des idéogrammes, et les Japonais ont donc utilisé différentes façons de les prononcer en les associant. Ils gardent d'une part une prononciation japonaise, dite kun (訓), et ajoutent la (ou les) prononciation(s) issue(s) du chinois on (音). Par exemple le signe 人 ("personne") se dit hito dans la prononciation kun, et jin dans la prononciation on.
Le plus ancien livre en langue japonaise connu de nos jours est le Kojiki (712), écrit en caractères chinois.
À l'époque de Nara (710-784), les Japonais commencent à utiliser les idéogrammes chinois purement phonétiquement pour transcrire leur langue. Les caractères utilisés de la sorte sont aujourd’hui appelés man'yōgana, dont la plus ancienne trace figure dans le Man'yōshū, recueil de courts poèmes japonais (les waka), écrit aux environs de 760.
Par la suite, ces signes sont utilisés pour créer un alphabet simplifié, les kanas qui existent sous deux formes, katakana et hiragana, dont la forme actuelle est créée vers 1900, et l'utilisation normalisée en 1946.

## Grammaire, syntaxe et usages
Le japonais est une langue agglutinante, une langue centripète et une langue SOV : le verbe (ou prédicat) se place à la fin de la phrase, l'objet est placé devant le verbe. L'adjectif se met devant le substantif, et la morphologie est principalement suffixante. La forme OSV est commune si le sujet de la phrase est traité de façon thématisée.
Il n'y a ni article, ni genre, ni nombre ; les verbes ne se conjuguent pas selon les personnes (je, tu, il…) ; des particules invariables indiquent la fonction du mot dans la phrase (leur rôle est donc similaire à celui des cas dans la plupart des langues agglutinantes ou flexionnelles). En japonais, on ne précise les éléments susmentionnés que si le besoin s'en fait sentir (par exemple pour lever une ambiguïté).
Les déterminants possessifs tels que « mon/ma/mes » ainsi que l'appartenance – indiquée en français par la préposition « de » – s'expriment par la particule no.
Exemple :
| 私の猫です。                      |           |      |                         |
| Watashi                           | no        | neko | desu                    |
| pronom (première personne)        | possessif | chat | être (verbe auxiliaire) |
| C'est mon chat Ce sont mes chats. |           |      |                         |

| たくみさんの本。                          |                     |           |       |
| Takumi                                    | -san                | no        | hon   |
| Takumi                                    | (titre honorifique) | possessif | livre |
| Le livre de Takumi. Les livres de Takumi. |                     |           |       |

Seul le contexte où l'on prononce ces phrases peut donner une indication sur le nombre.
Il est également possible d'utiliser des phrases minimales.

## Politesse
La langue honorifique, en japonais keigo (敬語), constitue d'un certain point de vue une langue dans la langue, et est le reflet direct de la structure et des interactions sociales.
L'utilisation de la politesse est un prérequis dans la majorité des situations sociales : cet élément est plus important au Japon qu'en Occident.
La systémique de la politesse japonaise peut apparaître difficile au premier abord, mais ses concepts de base sont relativement faciles à intégrer. Cependant, la maîtrise de la politesse japonaise à un niveau avancé, subtil et instinctif, notamment à l'écrit, est, de l'aveu des Japonais eux-mêmes, particulièrement ardue.
Pour reprendre la définition du sinologue Sadaki Hagino, la politesse japonaise peut se définir comme « un système organisé de mots visant à exprimer la reconnaissance de différentes nuances de différence de hauteur entre plusieurs personnes » (敬語は人間のなんらかの意味の上下関係の認識を表現する語彙の体系である). D'autres langues, comme le coréen et le javanais, connaissent un système comparable.
Alors que dans la majorité des langues occidentales la « politesse » ne s'exprime que vis-à-vis de son interlocuteur (choix du tutoiement ou du vouvoiement en français par exemple), il existe une distinction claire dans la politesse japonaise entre :
- le wadai (話題), objet de la conversation, c'est-à-dire la personne/le groupe social dont on parle.
- le dentatsu (伝達), [situation de] communication, c'est-à-dire la personne/le groupe social à qui l'on parle.

Par ailleurs, la politesse japonaise repose sur la distinction fondamentale entre uchi (内, « intérieur », c'est-à-dire les membres de son propre groupe social) et soto (外, « extérieur », c'est-à-dire les membres d'un groupe social différent de son propre groupe).
La politesse japonaise comporte concrètement trois dimensions relativement indépendantes : sonkeigo (尊敬語), langage de respect ; kenjōgo (謙譲語), langage d'humilité ; teineigo (丁寧語), langage de courtoisie. Chacune de ces trois dimensions possède un certain nombre de nuances, notamment d'intensité.
On peut également noter la différence d'intensité entre les suffixes -chan (ちゃん), -kun (君), -san (さん), -sama (-様) et -dono (殿) pour ne citer qu'eux. Ces suffixes neutres sont ajoutés aux noms des personnes à qui l’on s'adresse, que ce soit par écrit ou oralement. Ces mots n'ont pas de traduction propre et sont contextuellement traduits en français par « M./Mme/Mlle ». L'adresse d'un courrier utilise toujours le suffixe -sama (様) au minimum et le suffixe -dono (殿)  (par exemple dans le courrier émanant d'un sanctuaire). Dans certains cas, ces suffixes sont remplacés par le titre accompagnant la profession de la personne à qui l'on s'adresse : sensei (先生) pour un professeur, un chercheur, ou une personne à qui on désire manifester un sentiment de reconnaissance ou que l'on considère comme supérieur dans un domaine.
La fonction de ces dimensions s'explique facilement au moyen des distinctions exposées plus haut :
- Le sonkeigo est utilisé pour marquer le respect dû par le locuteur à la personne/au groupe social dont il parle. Cette personne/son groupe social peut n'être autre que l'interlocuteur/son groupe, mais peut tout aussi bien être une personne/un groupe non présent.
- Le kenjōgo est utilisé pour exprimer la relation de hauteur entre deux entités (personnes ou groupes sociaux) constituant le sujet de conversation. Contrairement à ce que le nom pourrait faire croire, le kenjōgo n'est donc pas uniquement utilisé pour parler avec humilité de soi/de son groupe : ce n'est le cas que lorsqu'il y a identité entre la personne/le groupe social constituant la partie « inférieure » de la relation de hauteur mentionnée dans le sujet de conversation et le locuteur ou son groupe.
- Le teineigo est utilisé pour exprimer de manière directe de la courtoisie à son interlocuteur, et ce quel que soit le sujet de la conversation. Notons la différence subtile entre courtoisie et respect : là où le respect exprime une différence de hauteur entre deux entités, la courtoisie exprime, elle, une absence de familiarité entre ces deux entités. Alors que l'expression de respect implique en général l'expression de courtoisie, l'inverse n'est pas vrai : il est tout à fait possible de parler courtoisement à quelqu'un sans lui exprimer de respect (le cas typique est celui de deux collègues d'une même entreprise de même niveau hiérarchique et n'étant pas en termes familiers).

Ainsi, les moyens qu'offre la politesse japonaise, et qu'impose souvent la situation sociale, permettent par exemple :
- de parler familièrement à quelqu'un de quelqu'un d'autre avec respect ;
- de parler courtoisement à quelqu'un de quelqu'un d'autre sans respect ;
- d'exprimer de la courtoisie à son interlocuteur sans lui exprimer de respect (voir plus haut) ;
- d'exprimer du respect à son interlocuteur (ce qui implique de lui exprimer de la courtoisie, et le plus souvent d'exprimer de la modestie envers soi-même) ;
- d'exprimer (au moyen du langage de respect et du langage de modestie) à son interlocuteur la relation entre deux personnes externes, ce qui peut se faire en parlant familièrement ou courtoisement à son interlocuteur ;
- etc.

## Dialectes

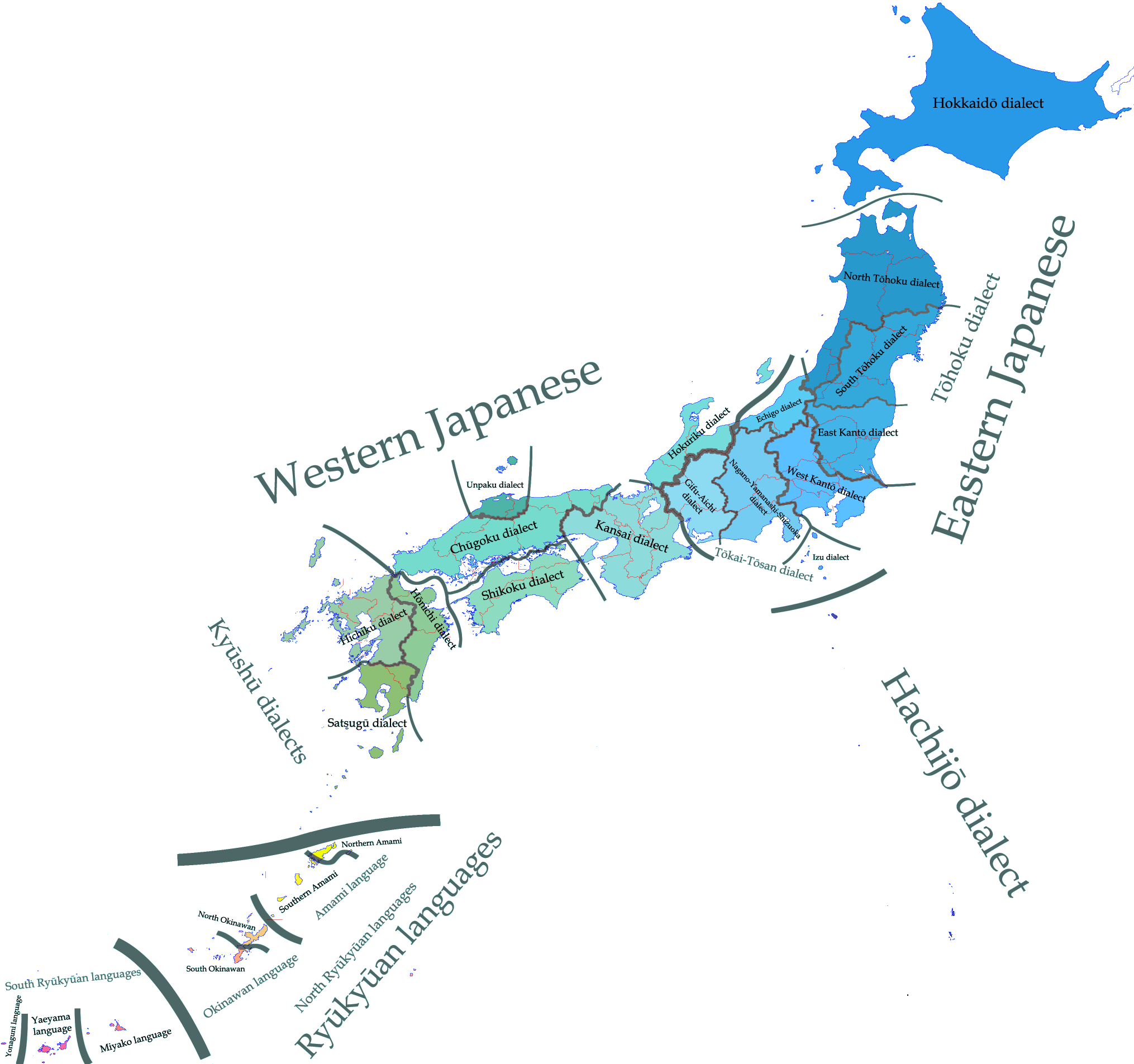
Carte en anglais des dialectes japonais.

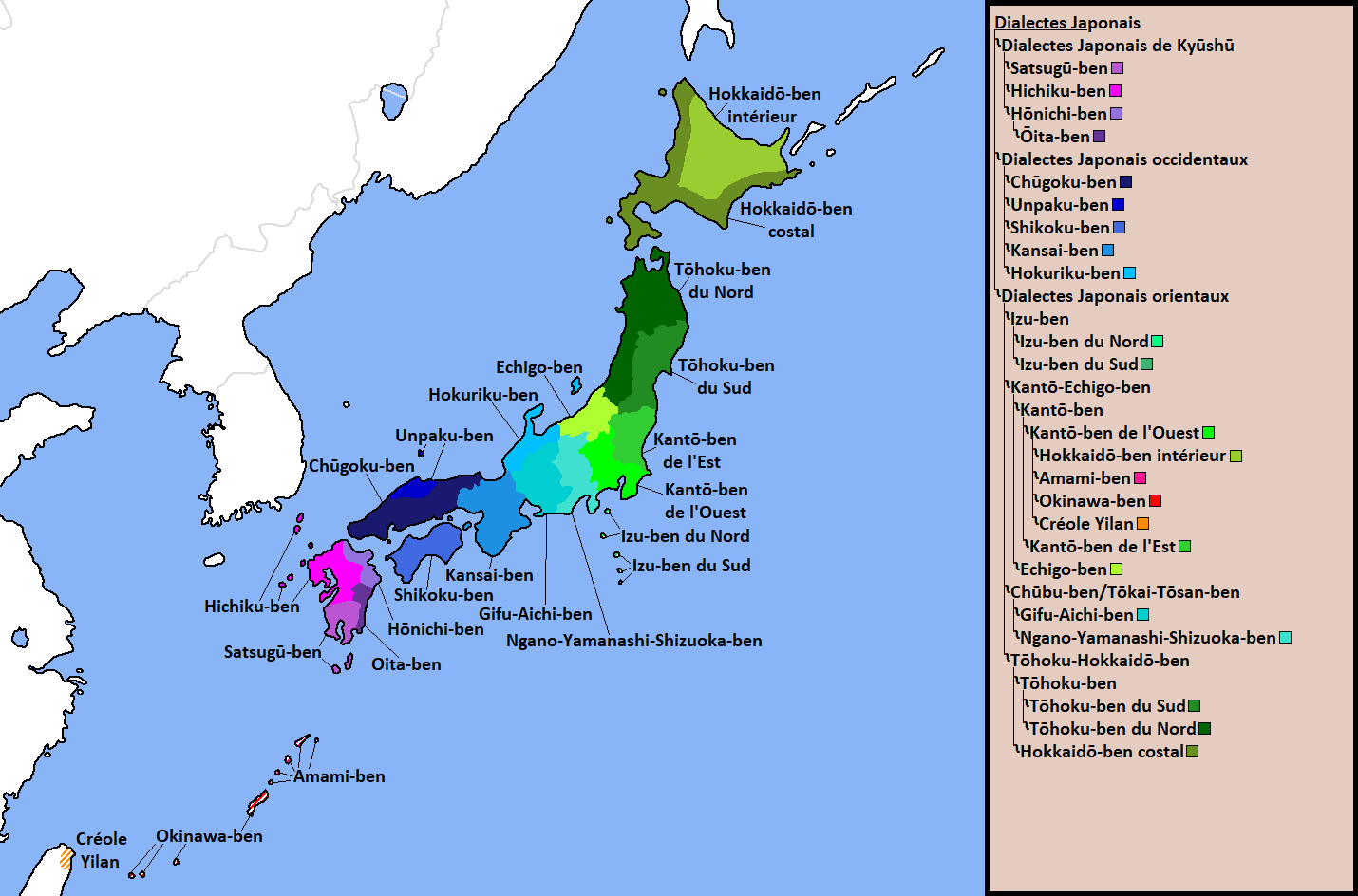
Carte des langues/dialectes japonais(es) et leur classification.

Comme pour la plupart des langues nationales, il existe de nombreux dialectes japonais qui se distinguent par la phonologie, le vocabulaire et la grammaire. « Dialecte » se dit « hōgen » (方言) en japonais, et dans la langue courante, pour désigner un dialecte, on accole le suffixe ben (弁) au nom de la localité où il est parlé. Les études de dialectologie n'utilisent cependant pas ce suffixe.
- Hakata-ben
- Hiroshima-ben
- Hokkaidō-ben
- Kagoshima-ben
- Kanazawa-ben
- Kansai-ben
  - Nara-ben ou Yamato kotoba
  - Kyōto-ben
  - Osaka-ben
  - Kōbe-ben
- Hichiku-ben (en)
  - Kumamoto-ben
  - Mikawa-ben
  - Miyazaki-ben
  - Nagasaki-ben
- Nagoya-ben
- Ōita-ben
- Okayama-ben
- Shizuoka-ben
- Tochigi-ben
- Tōhoku-ben
- Tōkyō-ben (en)
- Tsugaru-ben
- Tsushima-ben
- Yamagata-ben

Les Ryukyuans (琉球人, japonais : Ryūkyū'jin ; langues ryūkyū : Rūchū'jin), populations indigènes des  îles Ryūkyū, parlent un ensemble de langues qui ne sont pas des dialectes du japonais parlé ailleurs mais des langues propres appelées langues ryūkyū, le plus connu étant l'okinawanais. Elles appartiennent  avec le japonais à la famille des langues japoniques. Elles ne sont cependant pas officiellement reconnues par le Japon comme des langues différentes du japonais, et sont classées comme « dialectes japonais » par les autorités japonaises.
L'aïnou parlé par l'ethnie des Aïnous vivant dans l'extrême nord du Japon n'est pas une langue japonique et est considéré comme un isolat.

## Exemples de mots
| Kanji  | hiragana | Transcription | Prononciation | Traduction |
| ------ | -------- | ------------- | ------------- | ---------- |
| 土     | つち     | tsuchi        | /tsɯt͡ɕi/      | terre      |
| 水     | みず     | mizu          | /mid͡zɯ/       | eau        |
| 火     | ひ       | hi            | /çi/          | feu        |
| 風     | かぜ     | kaze          | /kaze/        | vent       |
| 花     | はな     | hana          | /hana/        | fleur      |
| 空     | そら     | sora          | /soɾa/        | ciel       |
| 日     | ひ       | hi            | /çi/          | jour       |
| 夜     | よる     | yoru          | /joɾɯ/        | nuit       |
| 男     | おとこ   | otoko         | /otoko/       | homme      |
| 女     | おんな   | onna          | /onːa/        | femme      |
| 大きい | おおきい | ōkii          | /o:ki:/       | grand      |
| 小さい | ちいさい | chiisai       | /t͡ɕi:sai/     | petit      |
| 食べる | たべる   | taberu        | /tabeɾɯ/      | manger     |
| 飲む   | のむ     | nomu          | /nomɯ/        | boire      |

## Apprentissage du japonais par les étrangers
De nombreuses universités à travers le monde, un certain nombre de lycées et dans une moindre mesure de collèges et d'écoles primaires offrent des cours de japonais. L'intérêt des étrangers pour l'apprentissage du japonais date du XIXe siècle, mais est devenu plus important avec la croissance économique du Japon des années 1980 et l'intérêt général porté à la culture japonaise (manga, anime et jeux vidéo notamment) depuis les années 1990. Parmi les 2,3 millions de personnes apprenant le japonais au lycée ou à l'université en 2003, 900 000 étaient Sud-Coréens, 389 000 étaient Chinois, 381 000 Australiens et 141 000 étaient Américains. En 2003, plus de 90 000 personnes étudiaient dans une université ou dans une école de langue au Japon, parmi lesquels 77 000 Chinois et 15 000 Sud-Coréens.[réf. nécessaire]
Le gouvernement japonais organise des examens standardisés pour mesurer le niveau de compréhension de japonais écrit et parlé des personnes le pratiquant en tant que seconde langue. Le plus important d'entre eux est le Japanese-Language Proficiency Test (JLPT). Un autre test officiel est également organisé dans les grandes villes du monde. Ce test intitulé Kanji kentei ou Kanken permet d'attester de sa connaissance des kanjis.